# مي جمال
مي جمال (1945 - 2005) ممثلة عراقية، من عائلة فنية، مثلت شخصيات درامية متعددة، بدأت التمثيل في سنة 1959.

## النشأة والعائلة
أتت مي جمال مع أبيها جمال من فلسطين المحتلة سنة 1948، عمل أبوها موسيقياً في الإذاعة العراقية، أما أمها منيرة جمال فكانت فنانة سينمائية ومسرحية مثلت لعدة فرق مسرحية وللسينما، عاشت مي في منتصف ستينات القرن العشرين في بيت مع أمها في بغداد بمنطقة البتاوين قرب القصر الأبيض، تزوّجت من فؤاد سالم وهو مطرب عراقي، وأنجبت منه بنت واحدة اسمها نغم، عملت نغم في مجال الإخراج والتمثيل وتوفيت في 31 أيار 2021 في تركيا.

## أعمالها
بدأت مي التمثيل مع أمها سنة 1959 في فيلم أنا العراق، والتمثيلية الإذاعية (تحت أشجار الذكرى)، والتحقت بفرقة الرشيد للفنون الشعبية فعملت فيها راقصةً من سنة تأسيسها 1964، وعملت في فرقة مسرح 17 تموز وفرقة مسرح الطليعة، لها أعمال كثيرة، من أشهرها شخصية حُسنية خاتون، الماكرة.

### مسلسلات
- تحت أشجار الذكرى، تمثيلية إذاعية.
- براعم بلا جسور.
- أصحاب الغار، مسلسل تاريخي، عُرض في ستينات القرن العشرين، وهو أول أعمال مي جمال.
- مسلسل حامض حلو، سنة 1981، مخرجها حسين التكريتي.[12]
- الأماني الضالة.
- الذئب وعيون المدينة.
- النسر وعيون المدينة، سنة 1983، وكانت شخصيتُها حسنيةٌ خاتون، أبرزَ شخصيات المسلسل.
- الهاجس.
- تحت موس الحلاق.
- ذات الهمة.
- مواسم الحب.
- أبو سَنيّة.
- مضت مع الريح.
- القلب في مكان اخر.
- المهافيف / الأصايل.
- الغريبة والهنوف.
- تبادل المراكز.
- برج العقرب ج 2.
- قيس وليلي.
- حكايات قبل أن تنزل الآيات.
- راعي البيت.
- رجال الظل.
- غاوي مشاكل.
- قضية دكتور سين.
- أمراة وقلبان.
- نسمات الصباح، سنة 1981، مخرجها عادل طاهر، وُزّعت المسلسل في عدة أقطار خليجية ومغاربية، وهو موجّه للأعمار بين 6 سنوات و15.[13]
- الغريب.
- الكنز.
- حكايات عربية، مسلسل إذاعي سنة 1987، كاتبه طارق فاضل.[14]
- وينك يا جسر.
- العرف والقانون.
- أجنحة العصافير.
- أمنيات صغيرة.
- النبع.

### مسرحيات
- مسرحية المنتقم، في ستينات القرن العشرين، معدّها عادل كاظم ومخرجها أديب القلية جي، واشتركت فيها منيرة جمال مع ابنتها مي جمال.
- مسرحية المدمن، معدّها توفيق البصري، ومخرجها أديب القلية جي.[15]
- حب وخبز وبصل، سنة 1986، كاتبها عادل كاظم.[16]
- الدكتور، سنة 1988، أخرجها محسن العزاوي.[17][18]
- دنيا عجيبة، ألّفها كريم العراقي، وأخرجها مقداد مسلم.[19]
- حظ يا نصيب، سنة 1989، كاتبها رحيم العراقي، ومخرجها سامي قفطان.[20]
- رايحين بالغلط، سنة 1990، مؤلفها عبد علي العتابي، ومخرجها طارق سعيد.[21]
- كنز الكنوز، في تشرين الثاني سنة 1990، معدّها ومخرجها سليم الجزائري.[22]

### أفلام
- أنا العراق، سنة 1959، أول أعمال مي.
- جسر الأحرار، للمخرج ضياء البياتي، تاريخ العرض 9 شباط 1970.[23]
- شايف خير، سنة 1969، للمخرج محمد شكري جميل.